# Jean-Henri Pape

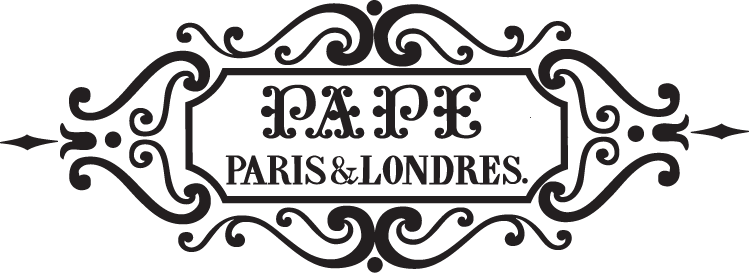
Faksymile znaku towarowego manufaktury instrumentów Jean-Henri Pape

Jean-Henri Pape (ur. jako Johann Heinrich Pape, znany także jako Henry Pape; ur. 1 lipca 1789 w Sarstedt, Niemcy, zm. 2 lutego 1875 w Asnières-sur-Seine, Francja) – francuski budowniczy instrumentów muzycznych.

## Życiorys

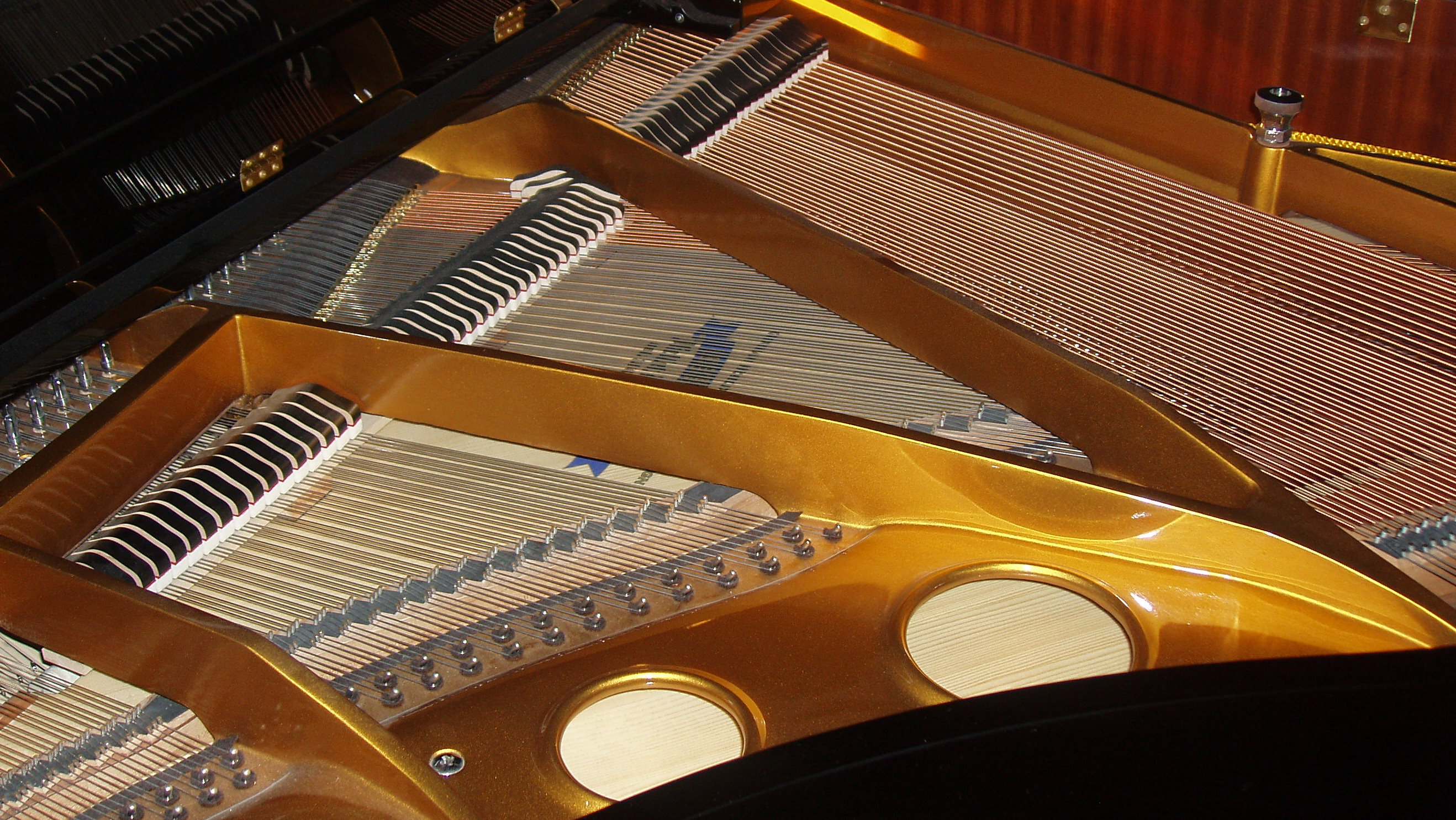
Wnętrze fortepianu koncertowego

Jean-Henri Pape był francuskim konstruktorem fortepianów i harf na początku XIX wieku.
Pape urodził się w Sarstedt w Niemczech w 1789 roku. Przybył do Paryża w 1811 roku i znalazł zatrudnienie u Pleyela, którego warsztatami pianistycznymi kierował w latach 1811–1815. W 1815 roku założył własną manufakturę fortepianów i niemal corocznie, przez blisko czterdzieści lat, udoskonalał je o nowe wynalazki. Jego pierwsze fortepiany podążały za angielskim systemem Broadwooda i Tomkinsona, choć obdarzony technicznym geniuszem niedługo zmodyfikował, a potem całkowicie zmienił, zasady ich konstrukcji. 
Pape skoncentrował się na wadach fortepianów stołowych i koncertowych, spowodowanych szczeliną konstrukcyjną między płytą rezonansową a mostkiem, pozwalającą młotkom uderzać w struny; rozwiązanie polegające na umieszczeniu akcji nad strunami wymyślił Marius, potem Hildebrand i wreszcie Streicher w Wiedniu, ale zamiast dźwigni i przeciwwag w konstrukcji Pape’a użyto sprężyny śrubowej do szybkiego podnoszenia młotków, dzięki czemu prawie wyeliminowany niepożądany wpływ dotyku. System ten bardzo dobrze sprawdzał się w fortepianie stołowym, ale brakowało mu lekkości i delikatności w dużych fortepianach. Wprowadzone przez budowniczego nowe techniczne usprawnienia nadały jego instrumentom niezwykłą moc. W 1826 roku Pape opatentował okleiny z filcu i technologię jego produkcji, a w 1828 roku zatwierdził patent na krzyżowy układ strun.  
Pape wynalazł także maszynę umożliwiającą piłowanie drewna lub kości słoniowej w spirale i zaprezentował efekty jej działania w 1827 roku. Jeden z jego fortepianów był fornirowany arkuszami kości słoniowej o długości dziewięciu stóp i szerokości dwóch stóp. W latach 1825–1861 Pape zgłosił ponad 100 wynalazków do opatentowania, z czego większość dotyczyła fortepianów. 

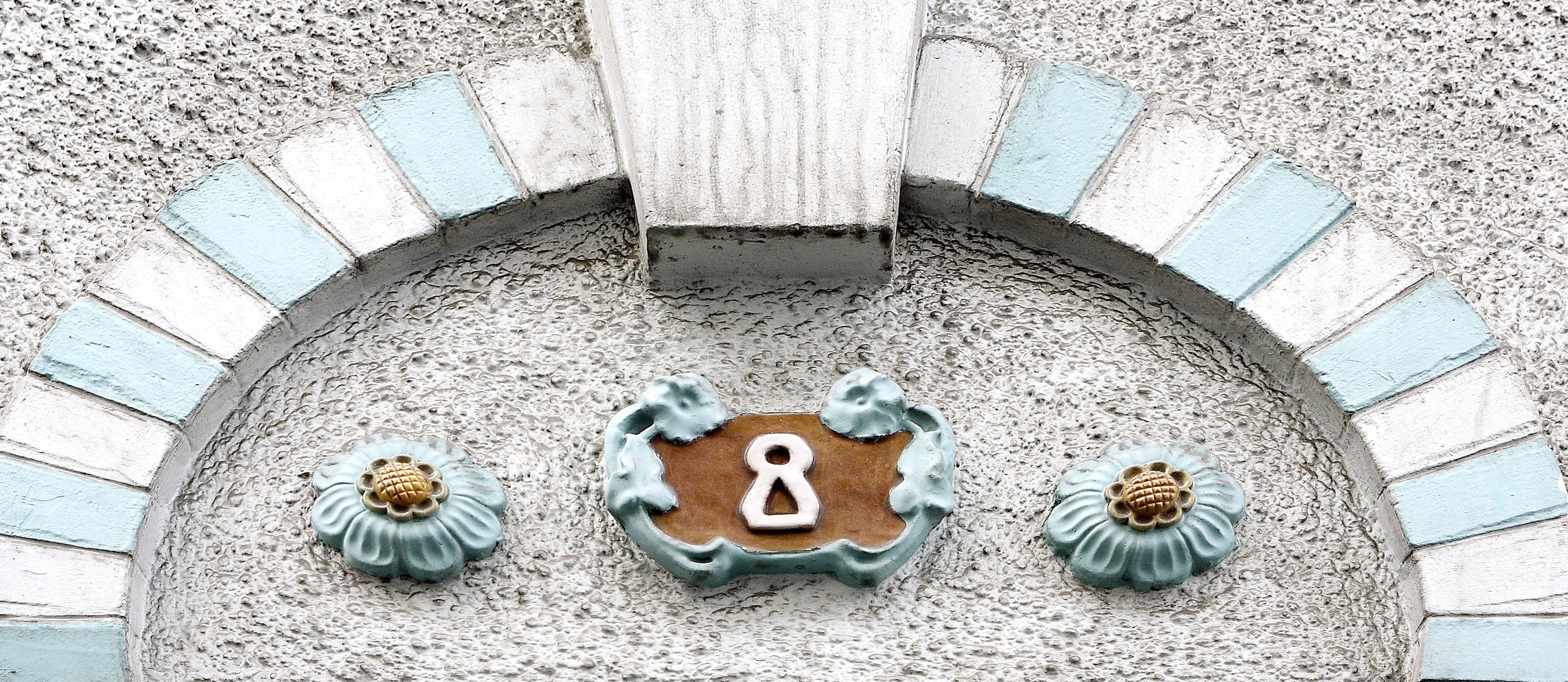
Detal architektoniczny na ulicy nazwanej imieniem Jean-Henri Pape w Paryżu

Wysoką jakość pracy pozytywnie oceniły w swoich raportach: francuskie Towarzystwo Wspierania Przemysłu Narodowego  (fr. Société d'encouragement pour l'industrie nationale) 19 września 1832 roku i l’Académie des beaux-arts de l’institut de France w 1833 roku. W 1834 roku Pape otrzymał złoty medal na Francuskiej Wystawie Przemysłowej, a w 1839 roku udekorowano go medalem Legii Honorowej. 
Upamiętniając wkład Pape w rozwój budowy fortepianu, w 1845 roku wydano broszurę, pt. Notice sur les innovations et perfectionnements apportes par H. Pape dans la fabrication des pianos, (Paryż, Loquin: 11 stron z trzema litografiami). 
3 marca 1838 roku w salonie Pape’a wystąpił Fryderyk Chopin, w ramach koncertu Charles’a-Valentina Alkana (Morhange). Oprócz samego Alkana i Chopina wystąpili jeszcze Adolphe Gutmann i Pierre-Joseph-Guillaume Zimmerman. Wykonano m.in. Allegretto i Finale z VII Symfonii Beethovena w układzie na osiem rąk.
Pape nie mógł poradzić sobie z postępującą industrializacją w produkcji fortepianów. Zmarł zubożały w 1875 roku na paryskim przedmieściu Asnières-sur-Seine, gdzie kontynuował badania nad budową instrumentu. Przez pewien czas jego syn i siostrzeniec zarządzali założoną przez Jean-Henri Pape fabryką.
W 1897 roku jedną z ulic w 13. dzielnicy Paryża nazwano jego imieniem.
Ożenił się z Jeannette Zélie Fischer 11 sierpnia 1819 roku, mieli troje dzieci, z czego dwoje starszych zmarło wcześnie.